# Bürgermeisterei Brodenbach
Die Bürgermeisterei Brodenbach (auch: Amt Brodenbach) war eine von sechs Bürgermeistereien in dem von 1816 bis 1969 existierenden Kreises St. Goar des königlich-preußischen Regierungsbezirks Koblenz. Der Verwaltungssitz war in dem Untermoselort Brodenbach. Nach der „Topographisch-Statistischen Beschreibung der Königlich Preußischen Rheinprovinz“ aus dem Jahr 1817 gehörten zur Bürgermeisterei Brodenbach sechs Dörfer, zwei Weiler, zehn einzeln stehende Höfe und zwölf Mühlen. Im Jahr 1817 wurden hier 2.356 Einwohner gezählt.

## Gemeinden und zugehörende Weiler, Höfe und Mühlen
- Alken, 353 Einwohner, Wildenbungerthof
- Burgen, 701 E. mit Rom, Gänshof, Elfelder-, Gilberts-, Berns- und Fleschenmühle
- Brodenbach, 326 E. mit Ehrenburgerthal, Jahrsberger- und Stabenhöfe, Gilberts-, Görresen, Linke-, Simons- und Jahrsbergermühle
- Niederfell, mit Kühr, Arkenweller-, Feller-, Förster-, Schäferei und Schwalberhöfe sowie Carls- und Linkenmühle
- Nörtershausen, 161 E. mit Pfaffenheck, Schiebigeich, Bauhof
- Oberfell, 363 E. mit Bleidenberg

## Geschichte
Vorausgegangene Verwaltungen waren bis 1795 die Ämter der Kurfürstentümer von Trier und Köln sowie u. a. die Reichsritterherrschaften Ehrenberg und Boos von Waldeck. Mit der französischen Revolution wurden ab 1794 die linksrheinischen Verwaltungen des Adels oder der Kirche aufgehoben und nach französischem Vorbild gegliedert. Das deutsche Personal wurde weitgehend in seinen Positionen belassen. Aus den, zu den Kantonen Treis und Boppard gehörigen Gemeinden, wurde nach dem Ende des Kaiserreich Napoleons, 1817 die Bürgermeisterei Brodenbach.

### Bürgermeisterei Brodenbach
Der Amtsbezirk war 5.420 ha groß. Mehr als die Hälfte des Gebiets war von Waldungen bedeckt. Der größte Teil der Bevölkerung lebte von der Landwirtschaft und Viehzucht. Eine Verkehrsinfrastruktur bestand weitgehend aus unbefestigten Wegen. Eine, aus lokalen Steuermitteln zu unterhaltende Bezirksstraße von Boppard nach Simmern und eine Große Staats-Straße entlang des Rheins boten individuelle, überregionale Reisemöglichkeiten. In den 1860er Jahren erreichte die Mosel-Chaussee von Koblenz Richtung Trier/Luxemburg den Amtsbereich Brodenbach.
Von 1822 an gehörte die Region zu der im gleichen Jahr neu gebildeten Rheinprovinz im Königreich Preussen. Erster Bürgermeister bis 1847 war, vom Landrat eingesetzt, Johann Kaiserswerth. Ab 1827 konnten gewählte Amtsvertreter des Kreistags ihren, von der Regierung vorgeschlagenen beamteten Bürgermeister, selbst wählen. Die Verwaltung bestand, neben dem Bürgermeister aus zwei Adjunkten und einem Polizeicommissionär. Das zuständige Friedensgericht (späteres Amtsgericht) war in Boppard.
Bereits für 1843 ist die Verwaltung der Bürgermeisterei Obergondershausen von Brodenbach aus erwähnt. Zu Obergondershausen gehörten die Gemeinden Beulich, Dommershausen, Eveshausen, Liesenfeld, Macken, Mermuth, Morshausen, Nieder- und Obergondershausen. (Vermerk: „Der Bürgermeister wohnt in Brodenbach“) 1890 verlangte die Bürgermeisterei Obergondershausen einen turnusmäßigen Wechsel der Amtsführung. Der Wechsel wurde von Regierungsseite abgelehnt, weil die Bevölkerung von Brodenbach mit einer Eingabe dagegen protestiert hatte.

### Amt Brodenbach
1925 wurde die Bezeichnung Bürgermeisterei in Amtsbürgermeisterei umbenannt und der Amtsvorsteher wurde Amtsbürgermeister. Eine regelmäßige Busverbindung der Reichspost verband Brodenbach und Obergondershausen mit der Kreisstadt Sankt Goar.

### Amt Brodenbach-Obergondershausen
1927 wurde die Bürgermeisterei Brodenbach in Amt Brodenbach-Obergondershausen umbenannt. Nach der Machtübernahme der Nationalsozialisten wurde 1933 der Amtsbürgermeister amtsenthoben und durch einen NS-Parteigenossen ersetzt. 1937 hatte die Amtsverwaltung (mit Standesamt) 14 Mitarbeiter. Nach Ende des Deutschen Reichs 1945 beließen die US-amerikanische, dann die französische Besatzung die Amtsverwaltung und setzten drei kurzzeitig wirkende Bürgermeister ein. 1947 wurde in der Verfassung für das neugeschaffene Land Rheinland-Pfalz das Selbstverwaltungsrecht der Gemeinden und das Wahlrecht zur Bestimmung ihrer kommunalen Amtsträger niedergelegt. 1948 wurde Peter Paul Kirfel Amtsbürgermeister und führte das Amt bis zur Verwaltungsauflösung 1970.
1951 wurde das bisher mitverwaltete Amt Obergondershausen aufgelöst und dessen Gemeinden dem Amt Brodenbach zugeordnet.

### Verbandsgemeinde Brodenbach
Anfang der 1960er Jahre begann die Landesregierung von Rheinland-Pfalz eine Verwaltungsreform zu planen, um die Anzahl der bisherigen Ämter zu reduzieren. Ziel war die Vereinfachung der Verwaltung durch wenigere, dafür größere Verwaltungsbezirke. 1964 wurden die Pläne der Landesregierung in der Öffentlichkeit bekannt und teilweise kontrovers diskutiert. Anstelle der hergebrachten Ämterordnung trat 1968 eine Verbandsgemeindeordnung in Kraft. Mit einer verschiedentlich durchgeführten Befragung von Haushaltsvorständen (z. B. in Niederfell), erhielten die Gemeinderäte Entscheidungshilfe, zu welchem Gemeindeverbund und Landkreis man künftig gehören wollte.
Nach Auflösung des Kreises Sankt Goar 1969 wurde das Amt Brodenbach kurzzeitig zur Verbandsgemeinde Brodenbach im Kreis Koblenz-Land. 1970 wurde es aufgelöst und die zur Mosel gewandten Gemeinden des alten Amtes gingen in der Verbandsgemeinde Untermosel, im heutigen Kreis Mayen-Koblenz in Rheinland-Pfalz auf. Die auf dem Hunsrück liegenden Gemeinden des alten Amtes Obergondershausen bildeten die Verbandsgemeinde Emmelshausen im Rhein-Hunsrück-Kreis.